# Sigmodon hirsutus
Sigmodon hirsutus là một loài động vật có vú trong họ Cricetidae, bộ Gặm nhấm. Loài này được Burmeister mô tả năm 1854.